# Golling an der Erlauf
Golling an der Erlauf é um município da Áustria localizado no distrito de Melk, no estado de Baixa Áustria.